# Vela lleugera
|  | No s'ha de confondre amb Vela esportiva. |

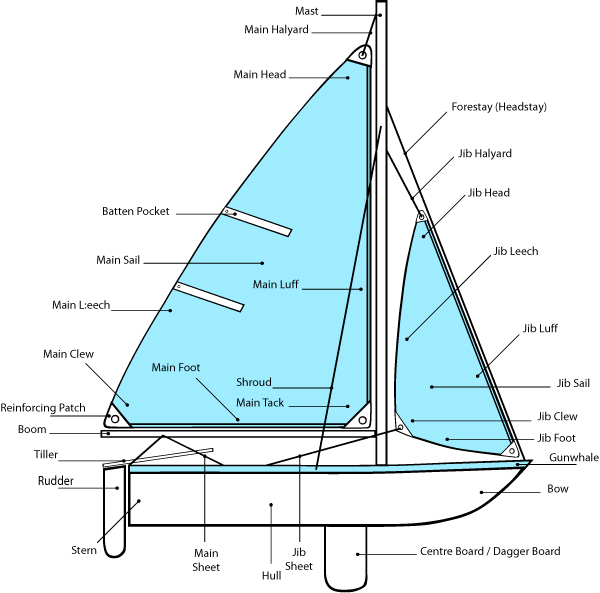
Noms de les parts en vela lleugera

Vela lleugera és un tipus de navegació que es realitza amb velers d'una eslora limitada (el Tornado és el més llarg amb una eslora de 6.09 m), amb orses i timons abatibles o desmuntables, que no disposen de propulsió de motor de cap tipus, que participen en regates prop de la costa, (normalment en triangles olímpics), i que, a aquest efecte, són avarats a terra abans i després de la navegació. La competició en aquest tipus d'embarcacions està supervisada per la Federació Internacional de Vela (ISAF), a través de les diferents federacions nacionals que componen aquest òrgan regulador.

## Història

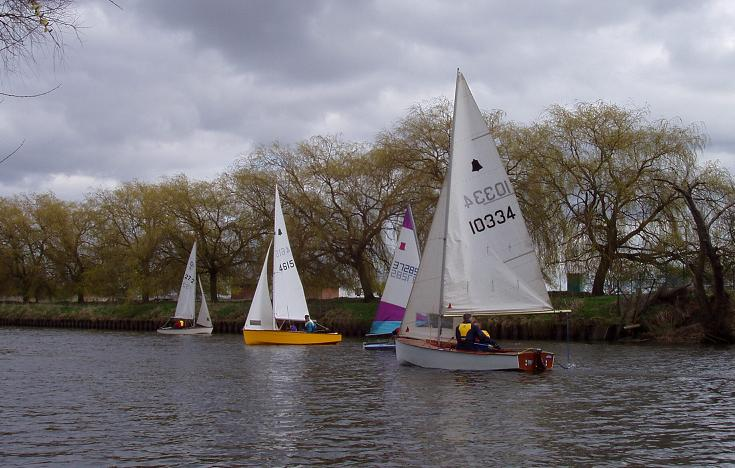
Dos GP14

Sempre ha existit la necessitat de tenir petites embarcacions per al transport de mercaderies i personal des de i cap als embarcacions de vela ancorats. Juntament amb altres embarcacions de treball més reduïdes, com ara la pesca i la càrrega lleugera, sempre s'han empratt petites embarcacions per anar a terra. Carlos II d'Anglaterra, quan va tornar de l'exili a Anglaterra al segle xvii, va presentar una embarcació de vela privada, i fins i tot el va emprar per l'esbarjo i la competició.
El 1887, Thomas Middleton, un advocat de Dublín, considerava que les curses de embarcacions s'estaven convertint en una activitat excessivament costosa, amb embarcacions eclipsats per millors dissenys cada any. Va proposar el principi "classe". Volia que les regates fossin un exercici d'habilitat amb tots els embarcacions construïts al mateix disseny. Va reunir un grup de propietaris potencials que van acordar batejar l'embarcació com "The Water Wag". El Water Wag Club encara navega al port de Dún Laoghaire, amb competició cada dimecres a la nit durant la temporada d'estiu.
Cap a finals del segle xix, la gent va començar a utilitzar aquestes petites embarcacions per a la pràctica esportiva i la navegació recreativa, utilitzant les oportunitats de lleure que va oferir la revolució industrial. Les embarcacions de vela més grans utilitzades de forma privada s'han desenvolupat per separat i han donat lloc als iots d'avui dia. Hi ha hagut algun creuament, ja que el pla de vela tipus sloop va ser adoptat de manera estàndard i adequada pels primers dissenyadors de vela lleugera.
L'International Yacht Racing Union (IYRU), va ser fundat l'octubre de 1907, El canvi de nom, d'IYRU a ISAF, es va produir el 5 d'agost de 1996.

## Classes de vela lleugera

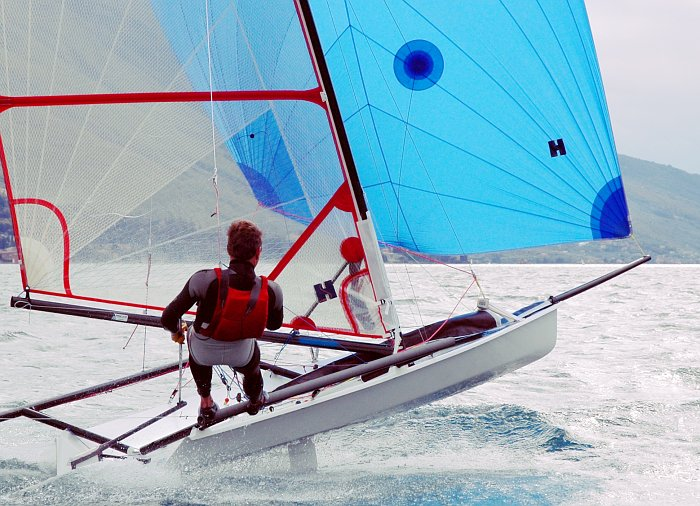
Un dinghy Musto "en cenyida"

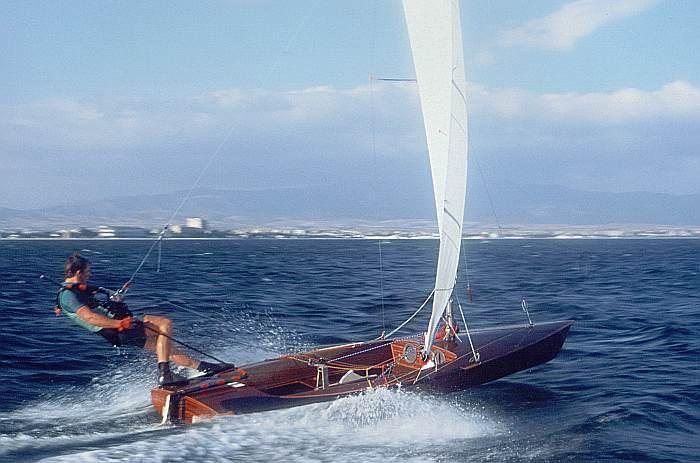
Un dinghy Contender "al llarg".

Solen ser models amb unes mides, uns pesos, i uns aparells idèntics entre ells. Hi ha diferents classes diferents, però les més populars són:
Laser: és l'embarcació més semblant a l'optimist. Té una vela triangular que aquesta pot ser de tres mides: 4.7, radial i estàndard. El làser radial és olímpic per a les dones i, en canvi, el laser Standard és olímpic per als homes.
Finn: és una classe individual molt dura. La seva vela és molt gran i això dificulta la navegació amb vent. Sol ser la classe a la qual es passen els quals competeixen en laser Standard.
470: és una embarcació doble. Cada cop hi ha menys vaixells d'aquesta classe perquè molts es canvien a 49er. El pas al 470 se sol fer des del 420, ja que és la mateixa embarcació però amb una vela més gran i olímpica.
49er: és una embarcació doble, la qual ha estat inventada fa poc temps i cada cop és més popular. Aquesta està substituint el 470, ja que és molt més ràpida i més estable. Així com en el cas del 470 s'hi passa des del 420, al 49er s'hi passa des del 29er, ja que és la mateixa embarcació però més gran. L'any 2020 Sílvia Mas i Paula Barceló varen guanyar el Campionat Mundial d'aquesta classe a Geelong (Austràlia).
Tornado: és una embarcació molt dura, de tipus catamarà que té tres veles, la major, el floc i l'espinnàquer. Aquesta embarcació a part de ser bastant complicada, és molt ràpida i pot arribar als 56 km/h, i per això se la considerava fins fa poc, la Fórmula 1 de les embarcacions, però el GC32 ha pres aquest lloc

### Altres classes

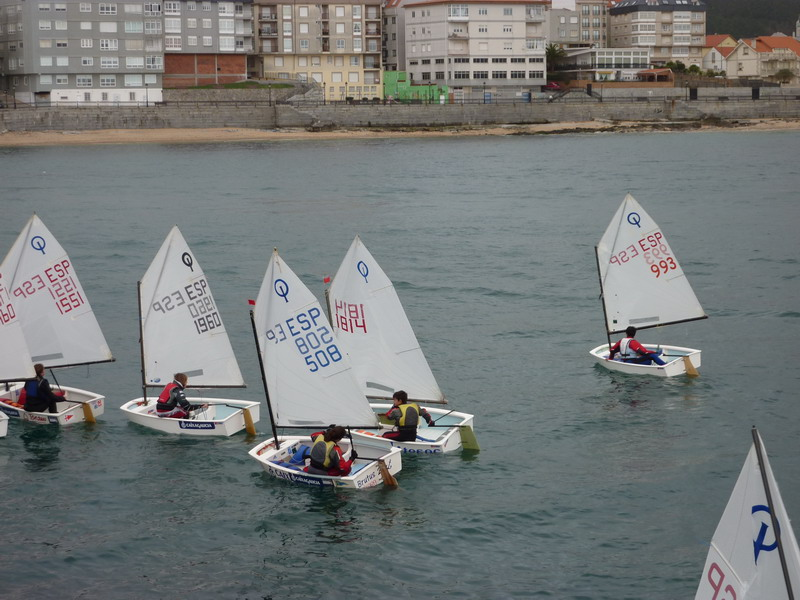
Regata d'optimist

Classes que van ser olímpiques amb anterioritat, o que mantenen un elevat nombre de flotes, són més populars entre els navegants que les mateixes Classes olímpiques, pel fet que hi ha major igualtat entre els seus regatistes, i el material sol ser més assequible econòmicament. Les més destacades entre aquestes, són:
- Optimist: és una embarcació per als nens que comencen. És l'embarcació més petita i més lenta de totes, en la qual l'edat màxima per competir-hi són els 15 anys, quan superes aquesta edat has de navegar amb una altra classe.

- Europe: és una classe que anteriorment es va posar molt de moda, però actualment ha baixat una mica el seu prestigi. Això es deu al fet que últimament la gent que competia en aquesta embarcació va tenir diversos problemes d'esquena, i ho van haver de deixar.

- 420: és una embarcació doble. Cada cop hi ha menys vaixells d'aquesta classe perquè molts es canvien a 29er. El pas del 420 se sol fer al 470, ja que és la mateixa embarcació però amb una vela més gran i olímpica.

- 29er: és una embarcació doble, la qual ha estat inventada fa poc temps i cada cop és més popular. Aquesta està substituint el 420, ja que és molt més ràpida i més inestable. Com en el 420 es passa al 470, en el 29er es passa al 49er, que és la mateixa embarcació però més gran.

- Cadet
- Dragon
- Patí de vela
- Snipe
- Sunfish
- Vaurien